# Uvarus limicola
Uvarus limicola är en skalbaggsart som beskrevs av Bilardo och Pederzani 1978. Uvarus limicola ingår i släktet Uvarus och familjen dykare. Inga underarter finns listade i Catalogue of Life.